# Francesco Guccini

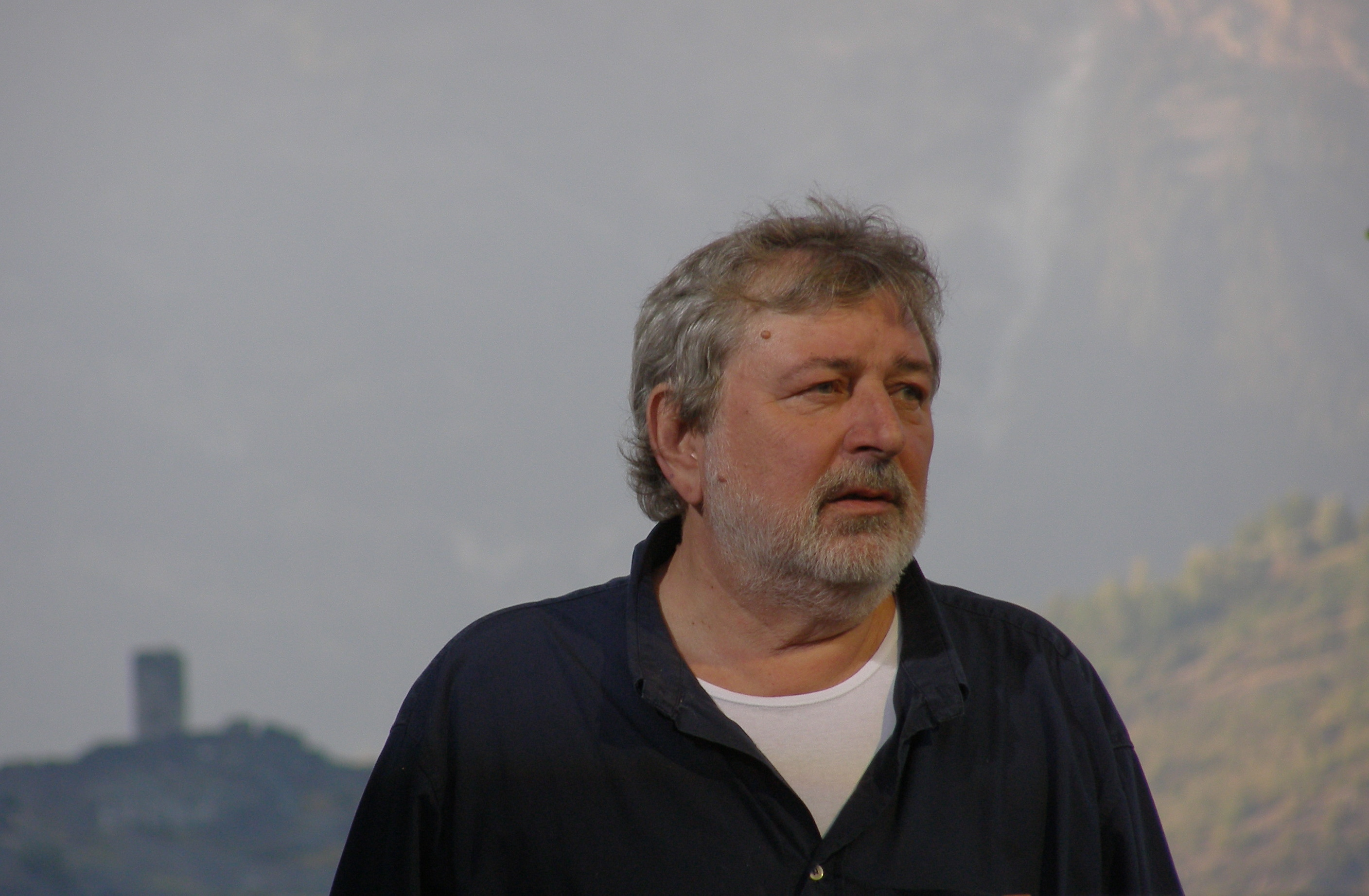
Francesco Guccini

Francesco Guccini (Modena, 14 juni 1940) is een van de bekendste Italiaanse 'cantautori’, oftewel zangers die zelf hun liederen schrijven. Hij is sinds de jaren ’60 actief en staat anno 2007 nog steeds op het podium. Hij staat bekend om het engagement in zijn liederen, waarin vaak een linkse signatuur te herkennen is. Umberto Eco heeft hem bestempeld als 'misschien wel de meest intellectuele van de cantautori'. Naast zanger is hij ook schrijver van verhalen, detectiveromans en een boek over het dialect van het dorp waar hij, de oorlogsjaren daargelaten, zijn jeugd doorbracht: Pàvana, dat in de buurt van Pistoia ligt. Tevens speelde hij rollen in diverse films, zo was hij onder andere barman in Radiofreccia van rocker Luciano Ligabue.

## Jeugd en studententijd
Guccini wordt geboren op een moment dat de Tweede Wereldoorlog net uitgebroken is. De familie verhuist noodgedwongen naar Modena, en keert na de oorlog terug naar Pàvana. Wanneer Francesco twintig is, verhuist hij naar Bologna, waar hij anno 2006 nog steeds woonachtig is. Hij gaat er in 1961 Letteren studeren en komt terecht in een actieve studentenwereld. Hij rondt zijn studie niet af, ook al misten nog slechts enkele studiepunten. Ondertussen is hij in 1959 begonnen met het schrijven van liederen die hij met een akoestische gitaar begeleidt. In een netwerk van osterie, kleine eetgelegenheden, komen Francesco en zijn vrienden bijeen om muziek te maken en te discussiëren.

## Artistieke carrière
Aan het begin van de jaren ’60 schrijft Guccini vooral liederen voor anderen, die daar veel succes mee hebben. Auschwitz, een aanklacht tegen het niet ophoudende moorden van mensen op de wereld zonder dat er een les wordt getrokken uit de Holocaust, wordt een succes in de uitvoering van de Equipe 84 en Dio è morto, 'God is dood', wordt succesvol uitgevoerd door i Nomadi. In 1967 brengt Guccini zijn eerste eigen LP uit, Folk beat n. 1. Guccini groeide uit tot een van de belangrijkste vertegenwoordigers van de Italiaanse muziek uit de tijd van de studentenopstanden van de jaren ’60. Zijn liederen gaan vaak over thema's die bij die tijd horen - te denken valt aan de strijd tegen kernwapens en tegen de gevestigde orde van machthebbers. Later worden zijn liederen steeds verhalender en verwijst hij meer en meer naar literatuur. Tot zijn bekendste liederen behoren:
- Canzone per un'amica, een aan de werkelijkheid ontleend lied over de dood van een jonge vriendin bij een auto-ongeluk. Met dit lied begint hij nog steeds elk concert.
- Primavera di Praga, waarin hij de Praagse Lente van 1968 bezingt en ondersteunt.
- l'Atomica cinese, dat een zeer somber wereldbeeld schetst door de dreiging van een kernoorlog.
- Via Paolo Fabbri 43, een lied uit de jaren zeventig dat vernoemd is naar het adres waar Guccini in 2007 nog steeds woont, waarin hij zijn leven te Bologna beschrijft.
- l'Avvelenata, waarin hij in een tirade afrekent met zijn critici.
- La locomotiva, een anarchistisch lied dat de opstand van een kleine man in de strijd voor rechten voor 'het proletariaat' beschrijft. Met dit lied eindigt hij elk concert.

## Kenmerken
Naast het bijna altijd aanwezige engagement in zijn liederen zijn ook de vele verwijzingen naar literatuur kenmerkend voor het oeuvre van Guccini. Zo heeft hij liederen gemaakt over Madame Bovary van Flaubert en Cyrano de Bergerac. Verder is zijn ongepolijste stemgeluid met de raspende ‘r’ een handelsmerk. Ook de onderhoudende persoonlijkheid van Guccini, die zich veelal als verhalenverteller voordoet op het podium, valt op.

## Discografie
- 1967 - Folk beat n. 1
- 1969 - Due anni dopo
- 1970 - L'isola non trovata
- 1972 - Radici
- 1973 - Opera buffa (live)
- 1974 - Stanze di vita quotidiana
- 1976 - Via Paolo Fabbri 43
- 1978 - Amerigo
- 1979 - Album concerto (live con i Nomadi)
- 1981 - Metropolis
- 1983 - Guccini
- 1984 - Fra la via Emilia e il West (live)
- 1987 - Signora Bovary
- 1988 - ...quasi come Dumas... (live)
- 1990 - Quello che non...
- 1993 - Parnassius Guccinii
- 1996 - D'amore di morte e di altre sciocchezze
- 1998 - Guccini live collection (live)
- 2000 - Stagioni
- 2001 - Guccini Live @ RTSI (live)
- 2004 - Ritratti
- 2005 - Anfiteatro Live (live)